# Battle in Heaven
Battle in Heaven (Spaans: Batalla en el cielo) is een Mexicaanse dramafilm uit 2005 van regisseur Carlos Reygadas. De film is gedraaid in 2004 en tot stand gekomen met geld uit filmfondsen uit Frankrijk, België en Duitsland.

## Verhaal
Marcos (Marcos Hernandes) is de chauffeur van Ana (Anapola Mushkadiz), de dochter van de generaal. Marcos leeft samen met zijn vrouw (Berta Ruiz) en zoon in Mexico-Stad, waar hij iedere ochtend aanwezig is bij het hijsen van een immense Mexicaanse vlag.
Marcos heeft samen met zijn vrouw een kind gekidnapt dat per ongeluk is overleden. Gekweld door dit ongeluk is hij geheel van de wereld. Ana heeft naast haar vriendje Jaime (David Bornstein) ook nog een andere minnaar. Marcos verlangt ook naar een seks met Ana. In eerste instantie wil ze niet. Hij vertelt haar dat hij een kind heeft gekidnapt en dat het nu dood is. Een volgende dag belanden ze toch bij elkaar in bed. Zij zegt dat hij zich moet aangeven bij politie. Na een familiereisje naar het platteland geeft Marcos zich aan. Hij gaat weer naar Ana en steekt haar neer met een keukenmes en zij overlijdt aan haar verwondingen. Marcos gaat op zijn knieën op bedevaart naar de kerk. Zijn vrouw gaat samen met de politie op zoek naar Marcos en ze vindt hem in de kerk, waar hij ter aarde stort. De film eindigt met een expliciete fellatioscène waarbij Marcos en Ana weer samen zijn.

## Hoofdrolspelers
| Acteur            | Personage             |
| ----------------- | --------------------- |
| Marcos Hernandes  | Marcos                |
| Anapola Mushkadiz | Ana                   |
| Berta Ruiz        | Echtgenoot van Marcos |
| David Bornstein   | Jaime                 |

## Nominaties en prijzen
- Nominatie Gouden Palm[2]
- Nominatie Screen International Award[2]

### Recensies
- Door primaire impulsen gestuurd door Pauline Kleijer, Cinema.nl